# Neoleptoneta anopica
Neoleptoneta anopica là một loài nhện trong họ Leptonetidae.
Loài này thuộc chi Neoleptoneta. Neoleptoneta anopica được Willis J. Gertsch miêu tả năm 1974.